# Марафон «Александр Великий»

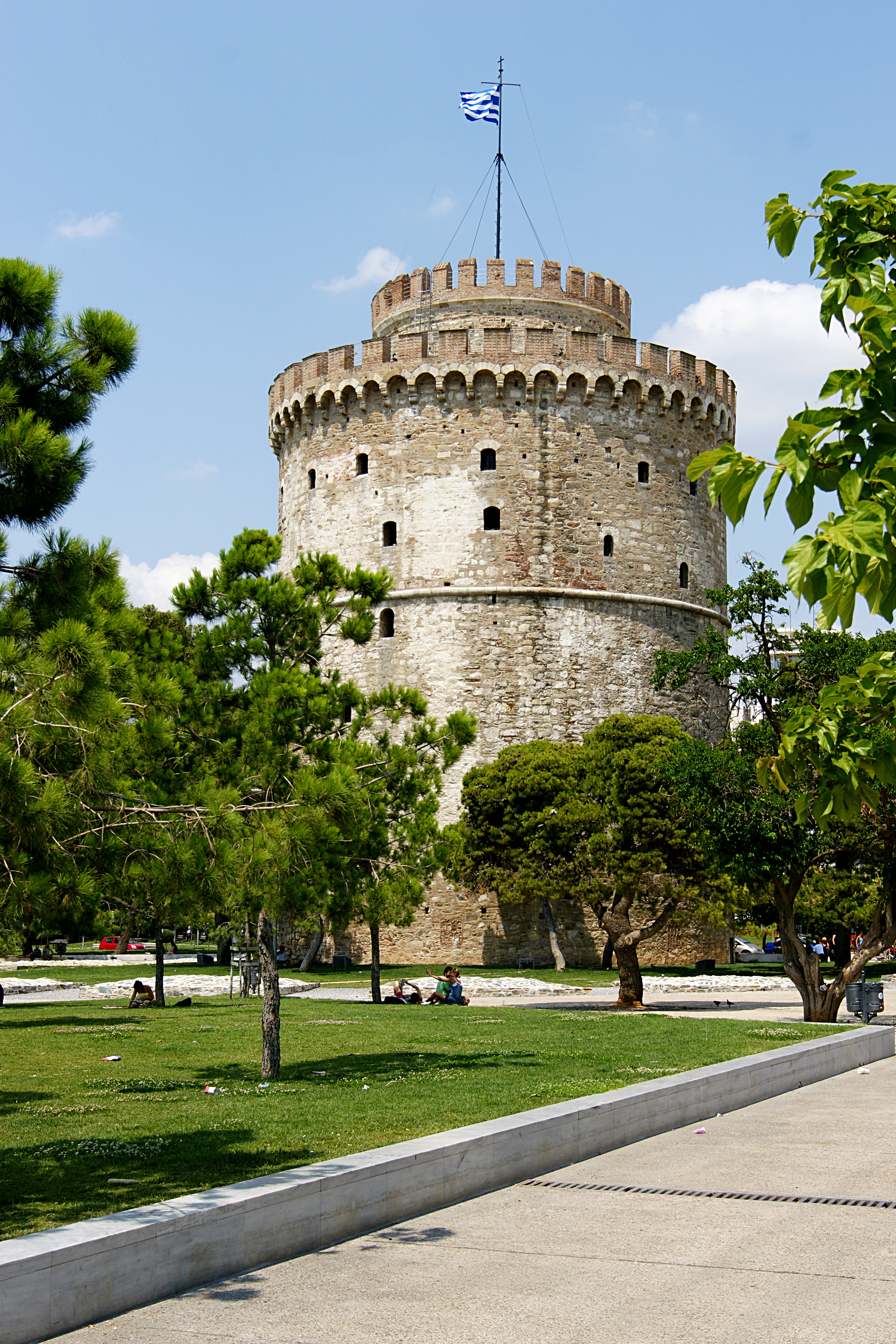
Біла вежа — символ Салонік, поблизу якого завершується марафон

Марафон «Александр Великий» (грец. Μαραθώνιος Μέγας Αλέξανδρος) — щорічний марафон, який проводиться в середині квітня між грецькими містами Пелла і Салоніки.
Перші змагання відбулися 2006 року. На знак визнання його давньомакедонської спадкоємності Салонік забіг починається на батьківщині Александра Великого в столиці Стародавньої Македонії місті Пелла.
2010 року Марафон «Александр Великий» отримав «бронзовий» статус Міжнародної асоціації легкоатлетичних федерацій, а також сертифікацію AIMS. На додаток до власне марафонського бігу, відбуваються загальнонародні веселі старти на дистанцію 5 і 10 км.

## Переможці
Легенда:
| № | Рік  | Чоловіки                  | Час (год:хв:с) | Жінки                  | Час (год:хв:с) |
| - | ---- | ------------------------- | -------------- | ---------------------- | -------------- |
| 5 | 2010 | Мегарі Гебре Баракі (ETH) | 2:15:11        | Світлана Станко (UKR)  | 2:41:18        |
| 4 | 2009 | Дежені Гассі (ETH)        | 2:12:28        | Фате Тола (ETH)        | 2:36:54        |
| 3 | 2008 | Бен Шеве Кіпруто (KEN)    | 2:13:08        | Елізабет Чемвено (KEN) | 2:35:04        |
| 2 | 2007 | Девід Кімутай Косгі (KEN) | 2:13:49        | Елізабет Чемвено (KEN) | 2:36:04        |
| 1 | 2006 | Мосес Кімелі Арусі (KEN)  | 2:11:37        | Суад Аїт Салем (ALG)   | 2:28:22        |